# Кліщельський район
Кліщельський район (біл. Кляшчэльскі раён) — адміністративно-територіальна одиниця в Білоруській РСР у 1940—1945 роках, що входила до Берестейської області.
Кліщельський район із центром у міському селищі Клещелі (Кліщелі) був утворений у Берестейській області 15 січня 1940. 16 серпня 1945 року Кліщельський район був скасований, більшу частину території разом із районним центром було передано Польщі, а три сільради, що залишилися в БРСР (Бушлицький, Волковицький, Омеленецький), були приєднані до Високівського району.